# Бонавентура
Бонавентура, св. – (1221 – 1274), фрањевачки теолог. По пореклу је Италијан. Студирао је у Паризу где је био ученик Александра Хејлса. 1248. Почео је да држи јавна предавања и ту праксу наставио је до 1255. г. Професори грађанског Универзитета су му се супротставили, дошло је до сукоба после кога му је одузета докторска титула која му је касније враћена. Написао је биографију св. Фрање (Фрањо Асишки) (оснивача реда) коју је ред одобрио. Заслужан је за избор Папе Гргура X и 1273. г. добио је звање кардинала. Учествовао је на сабору у Лиону и умро је у току заседања. Као теолог остао је веран августинској традицији коју је разрадио св. Анселмо Кантерберијски. Није безусловно прихватао Аристотелово учење. Сматрао је да је стварање света бљесак божанског разума и тврдио да је сва људска мудрост ништавна у поређењу са мистичном просветљеношћу коју Бог даје верним хришћанима. Ову мистичну теорију изложио је у делу Itinerarium Mentis in Deum. Није се слагао са теоријом о вечном девичанству Мајке Божије. У Римокатоличкој цркви се слави 14. јула. E.

## Животопис
Након завршених наука „in artibus” oко 1243. пригрлио је живот и правило Мање Браће. Постао је ученик Александра Халешкога, кога назива „pater et magister”. Од 1248. до 1257. предаје у Паризу и развија велику делатност на литерарном пољу. Дана 2. фебруара 1257. изабран је једногласно генералом фрањевачког реда. Кроз 17 година свога генералства суделује у разним пословима реда и Цркве; путује по Италији, Француској, Немачкој и Шпанији, проповеда, пише значајна дела, бори се против авероиста итд. Тако је организовао фрањевачки ред и посебно протумачио Фрањину мисао с обзиром на науку, да је назван другим утемељитељем реда и утемељитељем фрањевачке школе.
Године 1265, није се хтио да прими надбискупске части, а 28. маја 1273. је присиљен да прими кардиналски шешир. Био је душа Другог лионскога сабора. Радећи око уједињења источне цркве са западном, тешко је оболео и наскоро умро, оплакан од читавог концила. Гргур X одржао му је говор, истакнувши, како је Црква смрћу Бонавентурином претрпела несагледиву штету („inaestimabile damnum perpessa”), и наредио свештеницима читавог света, да очитају једну мису за његову душу. Потомство, које је назвало Фрању Алвернским Серафином, дало је Бонавентури славан назив „Doctor Seraphicus”. Сиксто  га је прогласио 1482. свецем, а Сиксто  га је убројио 1588. међу црквене учитеље.

## Учења
Бонавентура је и филозоф и спекулативни теолог и мистик. Његова наука се може право схватити и оценити само онда, ако се имају у виду извори, одакле је потекла, и прилике, у којима је настала:

### Аугустинско-фрањевачка синтеза
Св. Бонавентура дугује своју науку августинизму, који је примио од Александра Халешкога, а инспирацију, дух, којим је ту традиционалну науку оживео, тражио је у срцу св. Фрање. Кад је Бонавентура ступио на поприште науке, мистика је превладавала у теологији, а знање је било подређено добром, крепосном владању.
Августинова наука, пуна милости и обраћења, наука, која се окреће око Христа као око свога средишта, одговарала је и духу и идеалу св. Фрање, који је поставио начело: „Deus meus et omnia”, који је посвуда, у свим створењима гледао свога Створитеља - степенице, по којима се је дизао до Извора истине, доброте и лепоте. Бонавентура је идеал св. Фрање изразио сколастичним језиком. Он има пред очима читаву науку, која је од Аристотела и Платона, од Гргура и Дионизија дошла у златно доба сколастике; али он посебно жели да следи Августина, којега назива највећим метафизичаром (altissimus metaphysicus), оштроумним бранитељем вере, великим теологом речи, највећим црквеним оцем.
Аристотел је био човек науке (scientiae), а Платон мудрости (sapientiae). Августин је једно и друго: „uterque autem sermo, scilicet sapientiae et scientiae, per Spiritum datus est Augustino”. „Нико није боље описао нарав времена и материје”, кличе Бонавентура, као Аугустин у својим „Исповестима”; нико није боље протумачио постанак форма и начин расплођивања ствари, као он у „Super Genesim ad litteram”; исто тако његов „Трактат о Тројству” сведочи, да нико није боље решио питања, која се односе на душу; напокон је из његове књиге „De civitate Dei” очевидно, да нико није мудрије промозгао нарав стварања света. Укратко, ништа или готово ништа нису подучавали учитељи, што се не може наћи у Августиновим списима. Св. Фрањо је нашао у Бонавентури свога теолога, који је традиционалном августинизму дао посебан облик. Бонавентурина је наука претежно августинска, а у средишту се ове науке налази идеал св. Фрање, који је оживљује, као што се у средишту тела налази срце, које је покретач свега. То се посебно очитује у методи, коју Б. проводи у својој теодицеји, космологији, психологији и етици.

### Хришћанска филозофија и теологија
Серафински учењак тврди, да теологија мора употребити методу умовања и истраживања. Он не пориче, да разум, препуштен сам себи, може спознати истину, али мисли, да је та спознаја слаба и непотпуна, кад је говор о Богу и нашем спасењу. Ниједан филозоф не може самим својим разумом спознати јединство у Тројству, величанство Божје у понизности Утеловљења, Божју непроменљивост у његовом деловању. А без те вере нема праве спознаје о Богу.
Колико је филозофија без Христа слаба, најбоље показује Аристотел, који говори о човеку, али тај је човек без Створитеља, без Узрока и без Сврхе, који расправља додуше о Богу, ал тај је Бог, који не љуби, не производи, не брине се, не обећаве. Будући дакле да конкретно не постоји човек, који не би био уздигнут на сврхунаравни ред, и јер је људска душа одређена за блаженство, које не може постићи без вере и милости, јасно је, да се филозофија не може потпуно оделити од Објаве, од Христа, од „intellectus fidelis”. Вера је извор мудрости и знања. Христ, који је „radix omnis cognitionis in via”, може помоћи човеку, да она прирођена клица знања, усађена у његовој души, формира истинску, иако никада потпуно савршену филозофију, „хршћанску филозофију”. Филозофија је подређена теологији, а теологија контемплацији, до које нас води молитва, крепостан живот и наука.
Бонавентура опомиње, да није довољна. Ове речи изразују главну ознаку његова читавог система. Он посматра свемир, човека и Бога; употребљава спекулацију, теологију и филозофију, да нас доведе до интуитивне контемплације Бога. Августин је већ казао: „Nulla est homini causa philosophandi, nisi ut beatus sit”. А познато је, како је св. Фрањо опомињао своју децу, да њихова наука буде само подстицај, да се уједине с Богом: „Ordinat suum studium ad accendendum se ipsum ad Dei amorem et mundi contemptum et ad imitandum Christum”.

### Теодицеја
Очито је, да Бог постоји. Читав свемир је књига, у којој свака страна садржи име Створитеља. Преко седам ступњева људи се дижу од нижега према већему тражећи Бога изван њих, у њима и поврх њих. Контингентност, несавршеност, зависност, састав, кретња, релативитет — све, што гледамо у свемиру, сведочи, да постоји Бесконачни, Савршени, Неовисни, Чисти, Неизмерни, Апсолутни. Ако заронимо у своју унутрашњост и размотримо своје искуство, опазићемо, да апсолутне и непроменљиве вредности, које ту налазимо, не би могле постојати без некога бића, које је апсолутно, и ми смо само његова слика. Постоји мисао, дакле постоји Мисао.
У људској души налази се слику Тројства, о којој говори Августин: љубав, спознаја и памћење. А пошто човек уочи Бога у осетном свету телесним оком (oculus carnis) и посматра га у себи самом духовним оком (oculus mentis), посматра га напокон над собом контемплативним оком (oculus contemplationis), и то у његовом бићу и његовој доброти. Идеја небића може се шватити само по идеји бића, и идеја несавршеног бића по идеји савршеног бића: дакле прва импресија, коју дух прима, јест импресија савршеног бића. А биће се не може шватити него по самоме себи: дакле импресију савршеног бића може имати само од самог савршеног бића.
Та Бонавентурина аргументација, којом доказује, да је нужно у нама идеја бића (или Бесконачнога), подсећа на Декартов доказ: идеја Бесконачнога јест у мени; она не може доћи од коначног узрока; дакле долази од Бесконачнога, од Бога. Бог је „simplicissimum, actualissimum, ideo perfectissimum”; он, колико је само биће, само савршенство, не може не постојати, а исто тако не може себе не очитовати. Бонавентурина теодицеја налази свој директни завршетак у посматрању Пресветог Тројства и Утеловљене Речи. Бог-Човек је мост, преко кога се долази у мир, екстазу, „ignorantia docta”: људи уживају у посматрању (apex mentis) Бесконачнога, и то је права мудрост. Дакле: на почетку осетна спознаја, мало више наравна спознаја, још више - наднаравна вера. Љубав привлачи душу Богу, као што тежина привлачи тела к средишту.

### Космологија,психологија,етика
Свет је створен у времену: створење одвек укључује очиту контрадикцију. Појам света, који је створен из ничега, а уједно од вечности, указује се Бонавентури контрадикторном. Бића су састављена не само из бити и бивовања, него и из материје и форме (хилеморфизам).
Да покаже, како је искључиво само Бог савршена једноставност, Бонавентура учи, да анђели имају материју „духовну”. Форма комплетна, која даје бићу његову специфичну, задњу форму, није неспојива с другим подређеним супстанцијалним формама. Бог је створио материју, стављајући у њу неке праклице, које се развијају (rationes seminales). То су несавршене, али активне клице, које се развијају у себи. Бонавентура опширно тумачи Августинову метафизику светлости. Свако је тело светлост у својој бити. Душу Бог ствара. Она је читава у читавом телу и у појединим деловима. Теорија илуминације оправдава апсолутни карактер наше спознаје. Не само да нам је Бог дао разум, који је светлост, него божанска светлост непосредно делује у нашем чину спознаје „rationibus aeternis”, које су присутне у људском разуму. Бонавентура тврди, да те „rationes aeternae” нису присутне као објект спознаје (он изричито забацује оно, што ће се после звати онтологизам), него као регулативни чинилац, „ratio motiva”.
Проматрајући Августинов „Cogito” открива Бонавентурин смисао људскога духа, духа у себи и Духа самога; показује, како су људски судови непроменљиви и непогрешиви, колико се људски дух налази под покретним и регулативним утицајем божанских Идеја. Елементи људске метафизичке науке ствари узети су из искуства, али нам је прирођена формална апсолутност ове науке. Постоји не само интелективна него и морална илуминација. Човек је слободан, али осећа, да се у њему налазе вредности моралног реда. Бонавентурина етика битно је оријентисана према сврхунаравној. Воља је над разумом. Људско се јединство с Богом не састоји формално у интелектуалном гледању, него у чину воље-љубави.

## Радови
- Bonaventure Texts in Translation Series, St. Bonaventure, NY, Franciscan Institute Publications (15 volumes):
  - On the Reduction of the Arts to Theology, Translation, Introduction and Commentary by Zachary Hayes, OFM, vol. 1, 1996.
  - Journey of the Soul into God - Itinerarium Mentis in Deum translation and Introduction by Zachary Hayes, OFM, and Philotheus Boehner, OFM, vol. 2, 2002.  978-1-57659-044-7
  - Disputed Questions on the Mystery of the Trinity, translated by Zachary Hayes, vol. 3, 1979.  978-1-57659-045-4.
  - Disputed Questions on the Knowledge of Christ, translated by Zachary Hayes, vol. 4, 1992.
  - Writings Concerning the Franciscan Order, translated by Dominic V. Monti, OFM, vol. 5, 1994.
  - Collations on the Ten Commandments, translated by Paul Spaeth, vol. 6, 1995.
  - Commentary on Ecclesiastes, translated by Campion Murray and Robert J. Karris, vol. 7, 2005.
  - Commentary on the Gospel of Luke, translated by Robert J. Karris (3 vols), vol. 8, 2001–4.
  - Breviloquium, translated by Dominic V. Monti, OFM, vol. 9, 2005.
  - Writings on the Spiritual Life, [includes translations of The Threefold Way, On the Perfection of Life, On Governing the Soul, and The Soliloquium: A Dialogue on the Four Spiritual Exercises, the prologue to the Commentary on Book II of the Sentences of Peter Lombard and three short sermons: On the Way of Life, On Holy Saturday, and On the Monday after Palm Sunday, vol. 10, 2006.]
  - Commentary on the Gospel of John, translated by Robert J. Karris, vol. 11, 2007.
  - The Sunday sermons of St. Bonaventure, edited and translated by Timothy J. Johnson, vol. 12, 2008.
  - Disputed questions on evangelical perfection, edited and translated by Thomas Reist and Robert J. Karris, vol. 13, 2008.
  - Collations on the seven gifts of the Holy Spirit, introduced and translated by Zachary Hayes, vol. 14, 2008.
  - Defense of the mendicants, translated by Jose de Vinck and Robert J. Karris, vol. 15, 2010.
- The Life of Christ translated and edited by William Henry Hutchings, 1881.
- The Journey of the Mind into God (Itinerarium mentis in Deum), Indianapolis: Hackett, 1993.  978-0-8722-0200-9
- On the Reduction of the Arts to Theology (De Reductione Artium ad Theologiam), translated by Zachary Hayes, (Saint Bonaventure, NY: Franciscan Institute, 1996.  978-1-57659-043-0
- Bringing forth Christ: five feasts of the child Jesus, translated by Eric Doyle, Oxford: SLG Press, 1984.
- The soul's journey into God; The tree of life; The life of St. Francis. Ewert Cousins, translator (The Classics of Western Spirituality изд.). Mahwah, New Jersey: Paulist Press. 1978. ISBN 0-8091-2121-2.
- The Mystical Vine: a Treatise on the Passion of Our Lord, translated by a friar of SSF, London: Mowbray, 1955.
- Life of St Francis of Assisi, TAN Books, 2010.  978-0-89555-151-1
- The Road to Union, written by Thomas J Herbst,Frati Editoridi Quaracchi, 2005
- Pocket Bonaventure, written by Thomas J Herbst, Franciscan friar, Tau Publishing, 2020